# Balangir
Balangir (auch Bolangir, Oriya: ବଲାଙ୍ଗୀର) ist eine Stadt im indischen Bundesstaat Odisha.
Sie ist Hauptort im gleichnamigen Tehsil im gleichnamigen Distrikt. In Balangir leben 98.238 Einwohner (2011), 1991 waren es noch 69.920. 51,86 % der Einwohner sind Männer und 48,14 % sind Frauen. Gesprochen wird überwiegend Oriya, Hindi und Englisch.
Balangir liegt an der Autobahnstrecke NH 201 von Bargarh und Bhawanipatna und verfügt über eine Eisenbahnstation.
Balangir wurde von Balaram Deo, dem 12. König von Patna in der Mitte des 16. Jahrhunderts gegründet. Ab 1880 war Balangir Hauptstadt des Fürstenstaats.